# Škoda Citigo
La Škoda Citigo est une mini-citadine du constructeur automobile tchèque Škoda Auto commercialisée de 2011 à 2020 faisant partie de la gamme de petites voitures dite « NSF » (New Small Family) du groupe VAG, tout comme la Volkswagen up! et la Seat Mii.

## Historique

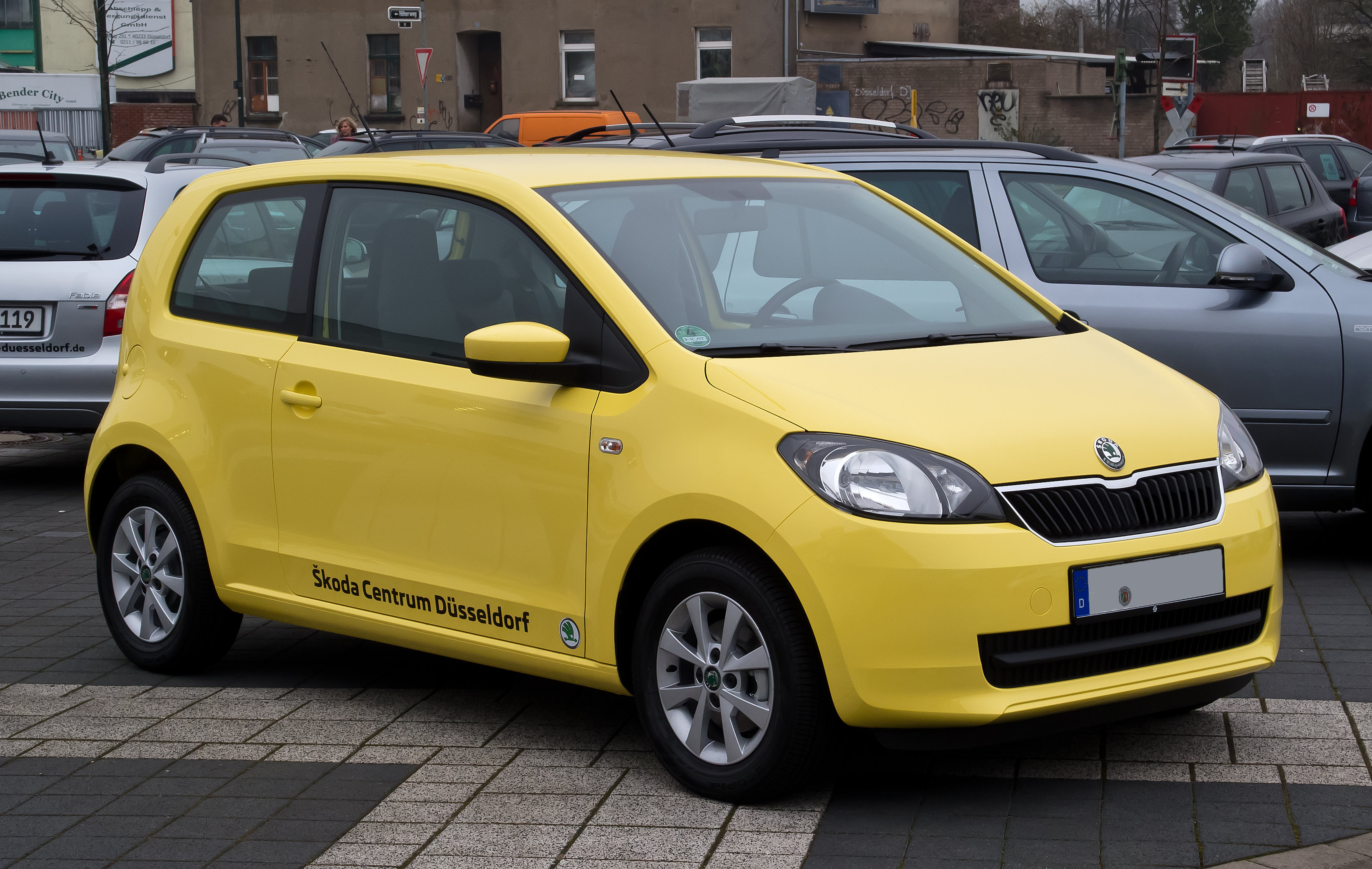
Škoda Citigo 3 portes phase 1

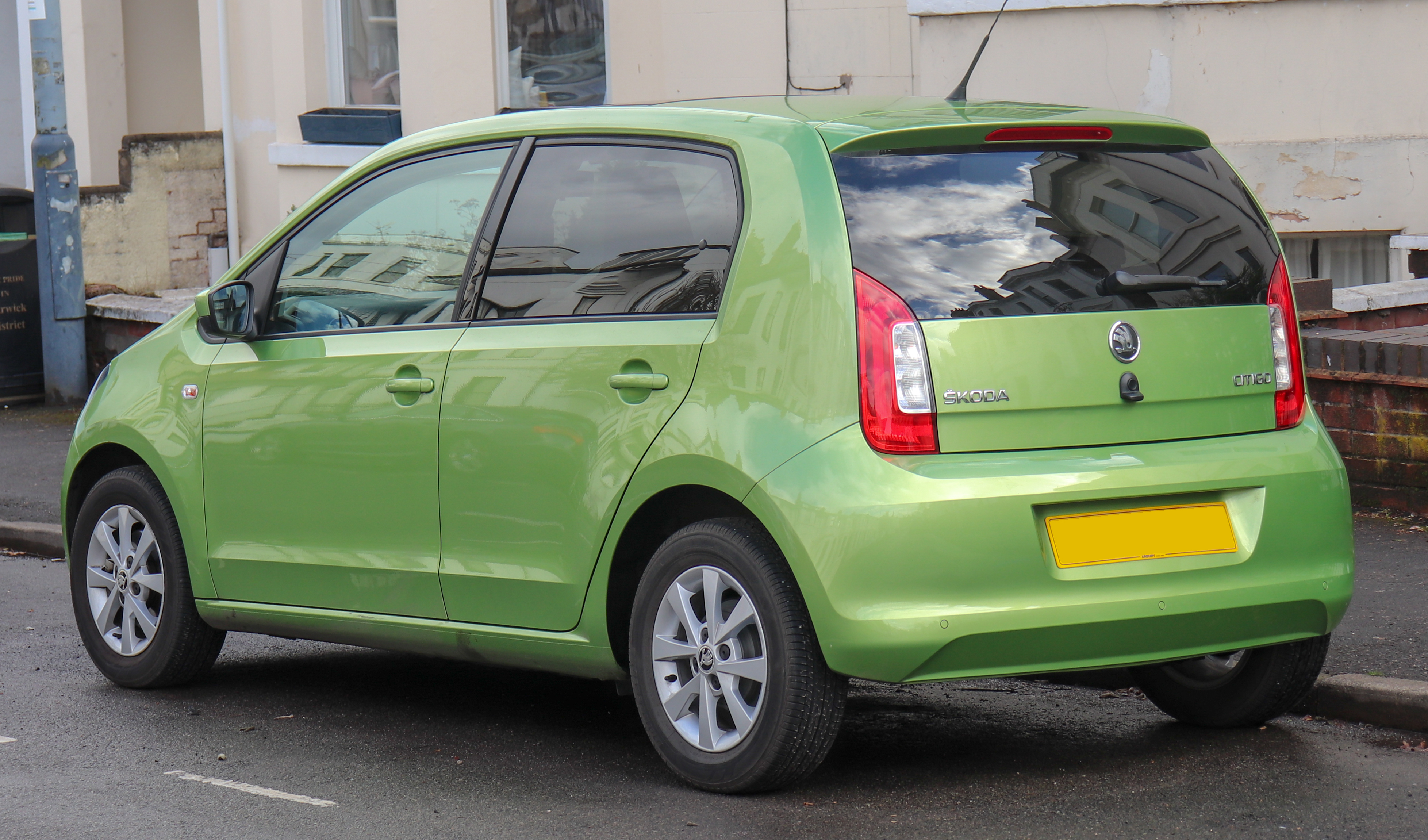
Škoda Citigo 5 portes phase 1

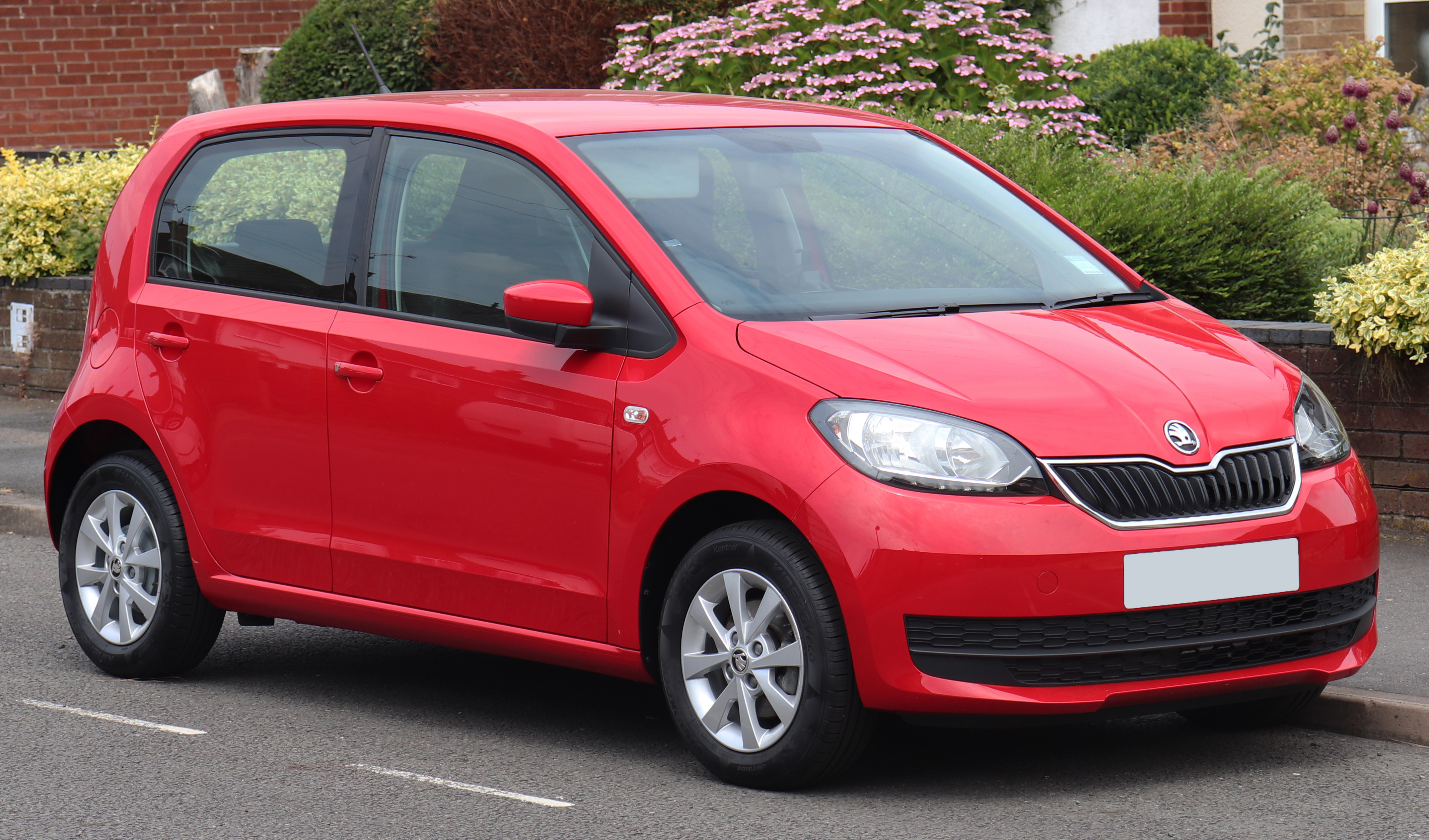
Škoda Citigo 5 portes phase 2

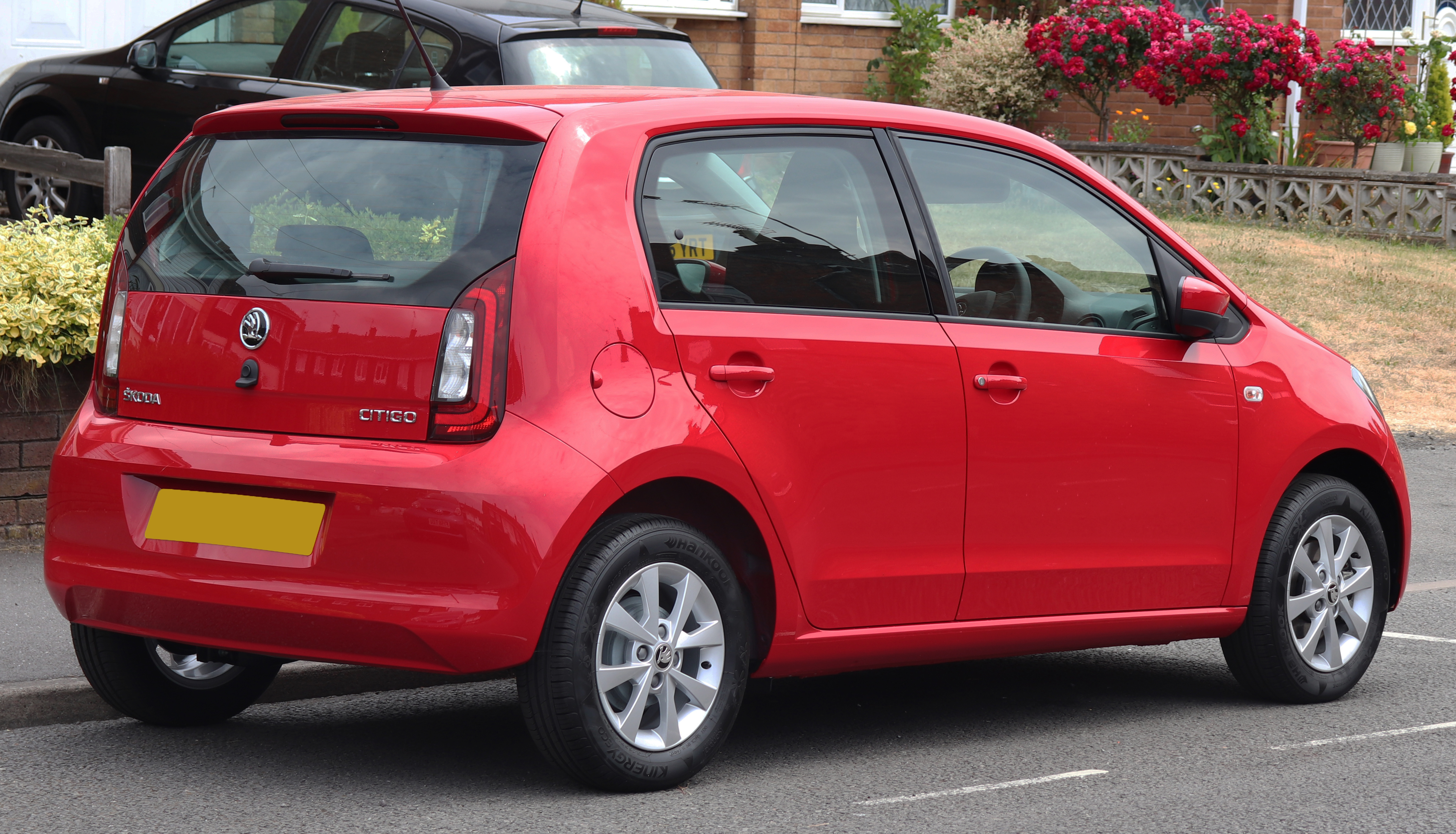
Škoda Citigo 5 portes phase 2

Elle est commercialisée dès octobre 2011 en République tchèque, et en été 2012 dans le reste de l'Europe. Sœur jumelle de la Volkswagen up! et de la Seat Mii, elle est animée par un bloc 3-cylindres 1 litre de 60 ou 75 ch. 
Elle est disponible à son lancement en version standard et Green Tec, la version plus écologique affiche une consommation moyenne de 4,2 l au 100 km pour le bloc 60 ch et 4,3 l au 100 km en 75 ch ch.  
Si la voiture est la même que chez Seat et Volkswagen, le design change un petit peu. La face avant laisse apparaitre des blocs optiques légèrement différents et une calandre spécifique. Le pare-chocs et les feux arrière ont eux aussi été modifiés. 
En 2017, la Citigo est restylée : le capot est nervuré sur la calandre, l'intérieur des phares, des boucliers et des feux sont redessinés, l'entrée d'air s'étire et accueille des antibrouillards carrés et non plus ronds.

## Škoda Citigo-e iV

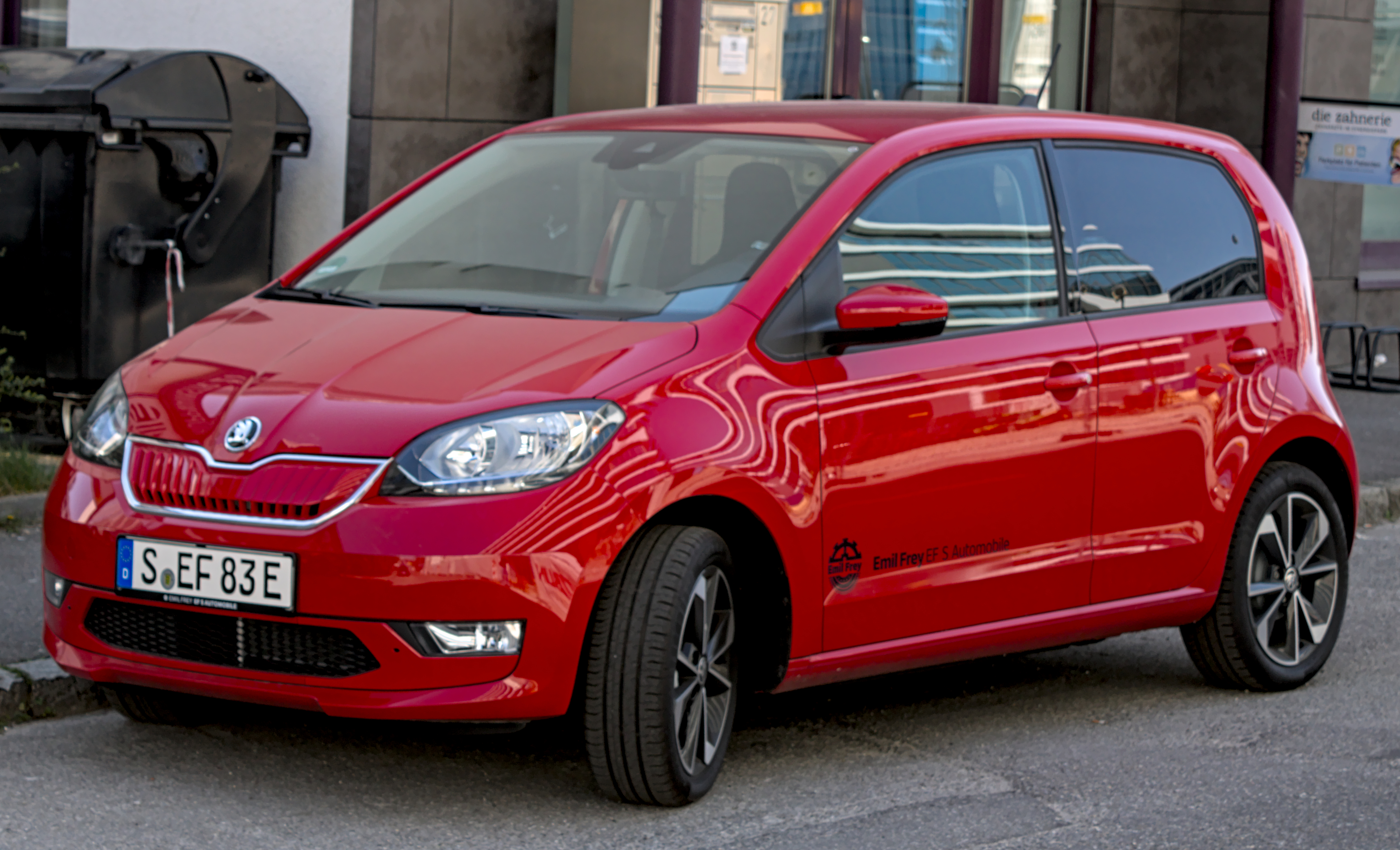
Škoda Citigo-e iV

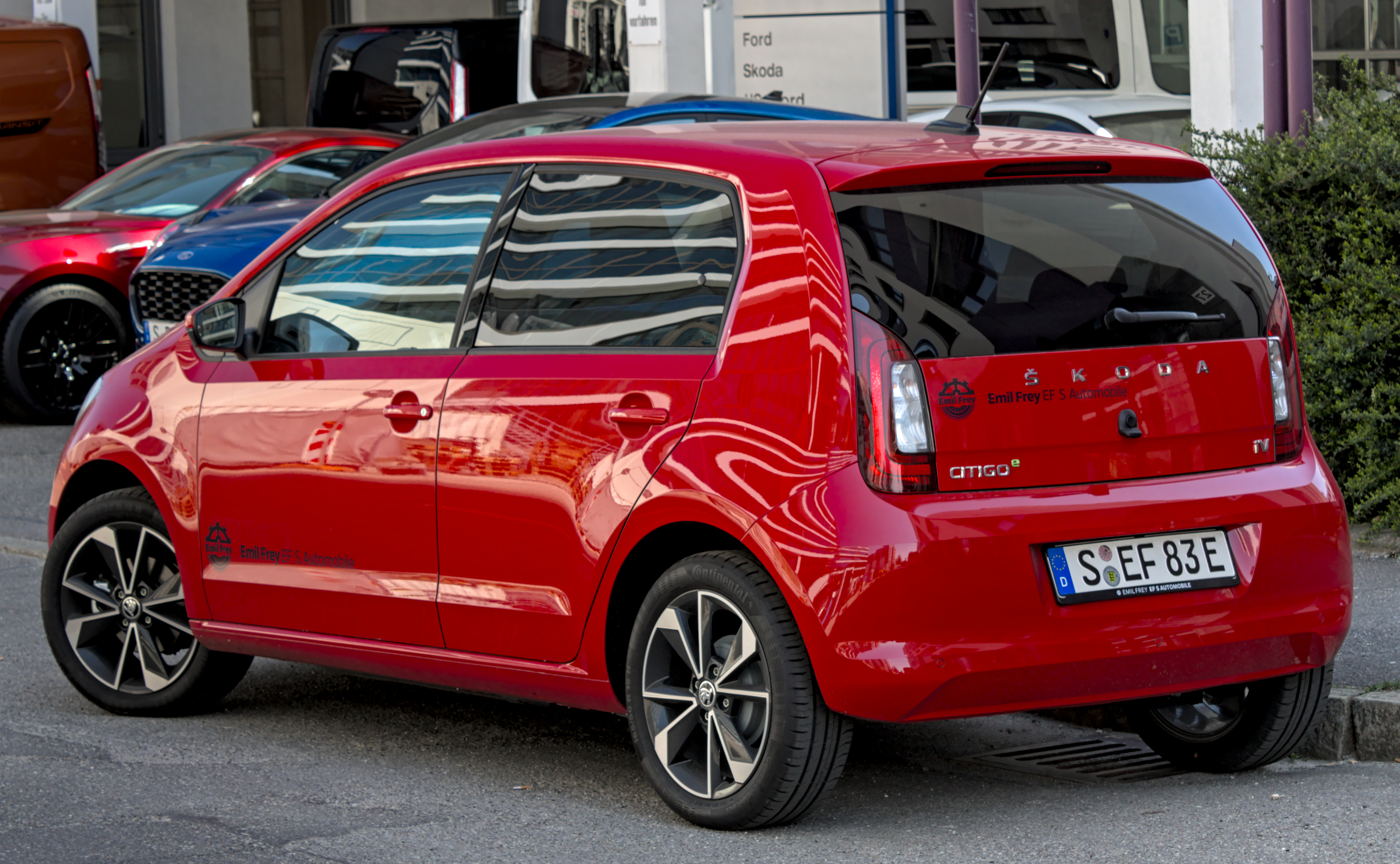
Škoda Citigo-e iV

Le 23 mai 2019, Skoda présente une version électrique de sa Citigo. Appelée Citigo e-iV, elle remplace totalement la version thermique de la Citigo. Elle bénéficie d'un moteur de 83 ch, d'une batterie de 36,8 kWh pour une autonomie de 265 km. Elle se démarque de la version thermique par une calandre fermée et des boucliers redessinés. Ses pendants chez les autres marques du groupe VAG sont la Volkswagen e-up! et la Seat Mii Electric. La production de la Citigo e-iV s'arrête prématurément en septembre 2020 face à l'incapacité du groupe VAG de répondre à la demande générée par ses petites citadines électriques,.

## Finitions
La gamme se divise en 3 finitions[Où ?][Quand ?] :

Active, Ambition, Elegance 